# Klaus Peter Röskes
Klaus Peter Röskes (* 11. Juni 1942 in Velbert) ist ein deutscher Speditionskaufmann und Verbandsfunktionär.

## Werdegang
Röskes absolvierte eine Ausbildung zum Speditionskaufmann und trat 1973 in die familieneigene Röskes Speditions GmbH in Heiligenhaus ein. Nach der Übernahme 1990 spezialisierte er sich im Bereich Papier- und Medienlogistik.
1993 wurde er Vorstandsmitglied beim Verband Güterkraftverkehr und Logistik Nordrhein und 1995 Vorsitzender. Seit 1997 ist er Vizepräsident des Bundesverbandes Güterkraftverkehr Logistik und Entsorgung (BGL) und alternierender Vorsitzender der Berufsgenossenschaft für Transport und Verkehrswirtschaft.
Er war 25 Jahre Mitglied im Rat der Stadt Heiligenhaus.

## Ehrungen
- 2006: Verdienstkreuz am Bande der Bundesrepublik Deutschland
- 2013: Verdienstkreuz 1. Klasse der Bundesrepublik Deutschland